# Konnekt
Konnekt – darmowy multikomunikator dla systemów z rodziny Windows, dostępny od 21 grudnia 2012 roku na licencji open source. Autorem programu jest Rafał Lindemann. W rozwój programu zaangażowanych było również wiele osób tworzących dodatki, takie jak style czy wtyczki.
Dzięki rozbudowanym możliwościom konfiguracji i stosunkowo dużej liczbie wtyczek, Konnekt jest konfigurowalny w dość szerokim zakresie. Obecnie obsługiwane są następujące sieci: Gadu-Gadu, Tlen, AQQ, Jabber oraz LAN.
Program i jego dalszy rozwój został porzucony przez twórców.

## Dystrybucja
Konnekt od powstania był programem darmowym, nie wyświetlającym reklam ani banerów. W początkowej fazie rozwoju jedynym ograniczeniem była konieczność darmowej rejestracji przed pobraniem kopii programu. Tę niedogodność zniesiono po wydaniu wersji 0.6.18.99. Twórcy nie czerpią zysku z dystrybucji programu, choć zachęcają na swojej stronie internetowej do wsparcia projektu poprzez dobrowolne datki lub kupno produktów z logo programu.

## Możliwości
Obecnie Konnekt oferuje użytkownikom następujące możliwości:
- rozszerzalną architekturę programu, razem z udostępnionym zestawem SDK,
- konfigurowalny interfejs użytkownika (dokowanie, autoukrywanie, półprzezroczystość, powiadomienia, przesuwania),
- standardową obsługę listy kontaktów (grupowanie, ignorowanie itp.),
- dźwięki dla zdarzeń (dostępne po zainstalowaniu wtyczki),
- automatyczną aktualizację z poziomu programu (po zainstalowaniu wtyczki),
- pełną obsługę sieci Gadu-Gadu (wraz z takimi opcjami jak konferencje, przesyłanie plików, obrazków, obsługa katalogu, avatarów - potrzebna wtyczka kExView, statusów i emotikonek) oraz wbudowane wykrywanie aktywności kontaktów ukrytych i zabezpieczenia antyspamowe (po zainstalowaniu wtyczki),
- obsługę sieci Jabber (po zainstalowaniu wtyczki),
- obsługę sieci Tlen (po zainstalowaniu wtyczki),
- obsługę sieci AQQ (po zainstalowaniu wtyczki),
- wysyłanie SMS-ów, z możliwością zdefiniowania własnych bramek. Obecnie dostępne są bramki: Era, Era Omnix, Orange, Plus GSM, Miasto Plusa, 1stWap, Wawer SMS i inne (po zainstalowaniu wtyczki),
- obsługę historii rozmów, jej przeszukiwanie, z zapisywaniem zapytań oraz wyników,
- obsługa wielu profilów,
- obsługa rozmów w sieci LAN (po zainstalowaniu wtyczki),
- szyfrowanie wiadomości (po zainstalowaniu wtyczki),
- obsługę skórek (po zainstalowaniu wtyczki),
- przesyłanie plików w sieciach GG, AQQ i LAN (po zainstalowaniu wtyczki).
- rozmowy głosowe (VoIP) (po zainstalowaniu wtyczki)
- istnieje również możliwości wysyłania SMTP i odbierania POP3 poczty elektronicznej za pomocą wtyczki Poczta

Nieoficjalne wtyczki dodają inne opcje, jak np. sterowanie muzyką z okna rozmowy, ustawianie statusów wszystkich sieci jednym kliknięciem i inne.

## Zamknięcie projektu
24 stycznia 2008 roku na stronie głównej komunikatora pojawił się news informujący, że projekt wciąż jest aktywny. Po zebraniu pieniędzy na serwer dedykowany, okazało się, że stadium prac nad kodem jest niewielkie, a wersja 0.7 nie zostanie wydana.
21 grudnia 2012 roku zakończono prace nad Konnektem, projekt zamknięto, a wszystkie źródła programu udostępniono na licencji Mozilla Public License.

## Wymaganie systemowe
- Windows 98/ME/2000/XP

Konnekt nie był przystosowany do działania pod systemami z rodziny Linux, podejmowano próby z użyciem programu Wine.
Z powodu zarzucenia dalszego rozwoju programu może nie być on w pełni kompatybilny z najnowszymi wydaniami systemu Microsoft Windows.

## Przykłady wtyczek
| Nazwa wtyczki | Wersja    | Działanie |
| ------------- | --------- | --- |
| 4Coders       | 1.0       | wtyczka zajmuje się kolorowaniem składni (na razie tylko Delphi) w wiadomościach zarówno wychodzących, jak i przychodzących |
| FaworKi       | 0.1.1.8   | ulubione strony, pliki i katalogi jako kontakty |
| FreeK         | 0.0.0.2   | Minimalizuje co określony czas zużycie RAM |
| Gadacz        | 0.2       | pozwala odsłuchiwać wiadomości i zdarzenia za pomocą zewnętrznego syntezatora mowy |
| linKer        | 1.0.0.0   | Wtyczka dodająca pozycję w menu podręcznym kontaktu ze skrótami do wszystkich linków, jakie kontakt ma w opisie |
| kAQQ          | 1.1.0.6   | wtyczka umożliwia kontakt z użytkownikami sieci AQQ oraz przesyłanie plików w tej sieci. |
| kAway2        | 1.1.11.50 | symuluje działanie automatycznej sekretarki |
| K.Board       | 0.2.3     | wtyczka pozwalająca dwóm osobom na rysowanie w czasie rzeczywistym na wspólnym ekranie, przypominającym dostępny w systemie Windows MS Paint                                                                                              |
| kDuoView      | 1.0.1.1   | wykorzystanie silnika programu Internet Explorer lub Mozilla do obsługi emotikonów, formatowania wiadomości itp. Wtyczka oferuje również wygodną obsługę awatarów w oknie rozmowy. Pozwala na używanie JavaScript i CSS. Obsługuje ramki. |
| kIEview       | 0.1.8.3   | wykorzystanie silnika programu Internet Explorer do obsługi emotikonów, formatowania wiadomości itp. |
| kLAN          | 0.3.0.3   | wtyczka pozwala na rozmowy po sieci LAN |
| kRSS          | 1.6.6.0   | czytnik RSS |
| kTerminarz    | 0.1.1.1   | wtyczka dodaje terminarz |
| Poczta        | 1.0.0.1   | Wysyłanie i odbieranie wiadomości e-mail |
| SMS           | 1.8.1.0   | pozwala wysyłać SMS-y za pomocą predefiniowanych bramek |
| SprzątaczK    | 0.7       | Grupuje kontakty według sieci, statusu lub grupy. |
| StatuseK      | 1.0.0.8   | pozwala na wyświetlenie własnego statusu na liście kontaktów. |
| tabletKa      | 1.6.2.231 | dodaje zakładki w oknie rozmowy |
| TloK          | 0.5.4.1   | wtyczka umożliwia wczytywanie plików z tłem pod listę kontaktów, ustawiania własnego tła gradientowego oraz pozwala na ustawienie przezroczystości okna.                                                                                  |
| StatuseK      | 1.0.0.8   | pozwala na wyświetlenie własnego statusu na liście kontaktów. |
| exKView       | 0.3.2.0   | dodaje na listę kontaktów oraz do dymków awatary z sieci GG8 |
| GG8           | 1.0.21.0  | pełna obsługę sieci GG w nowym protokole (Nowe Gadu, GG 10) |